# Uzh (Laborec)
Uzh (tiếng Ukraina: Уж, đã Latinh hoá: Uzh; tiếng Slovak: Uh; tiếng Hungary: Ung) là một sông tại Ukraina và Slovakia. Tên sông bắt nguồn từ phương ngữ Tây Slav cổ đại už, nghĩa là "rắn".

## Mô tả
Sông có chiều dài là 133 km, diện tích lưu vực là 2.750 km² (trong địa phận Ukraina là 107 km và 1.950 km²). Chiều rộng của thung lũng sông tăng từ 15 m (ở thượng lưu) lên 100–300 m, ở hạ lưu đạt 2-2,5 km. Vùng bãi bồi không liên tục, thường không đối xứng, rộng 50–500 m, đạt 1 km ở vùng hạ lưu. Sông uốn lượn, phân nhánh vừa phải, ở thượng lưu và trung lưu có các ghềnh, thác thấp, nhiều đảo.
Chiều rộng của sông chủ yếu là 15–30 m, gần Uzhhorod lên đến 135 m, độ dốc của sông là 7,2 m/km. Lưu lượng nước trung bình là 29 m³/s. Bờ sông dốc, cao 1–2 m, có khi đến 6–8 m. Phần đáy sông ở thượng nguồn là đá tảng, ở thành phố Uzhhorod và bên dưới thì là bùn lầy. Nguồn nước sông chủ yếu là từ tuyết tan.

## Vị trí

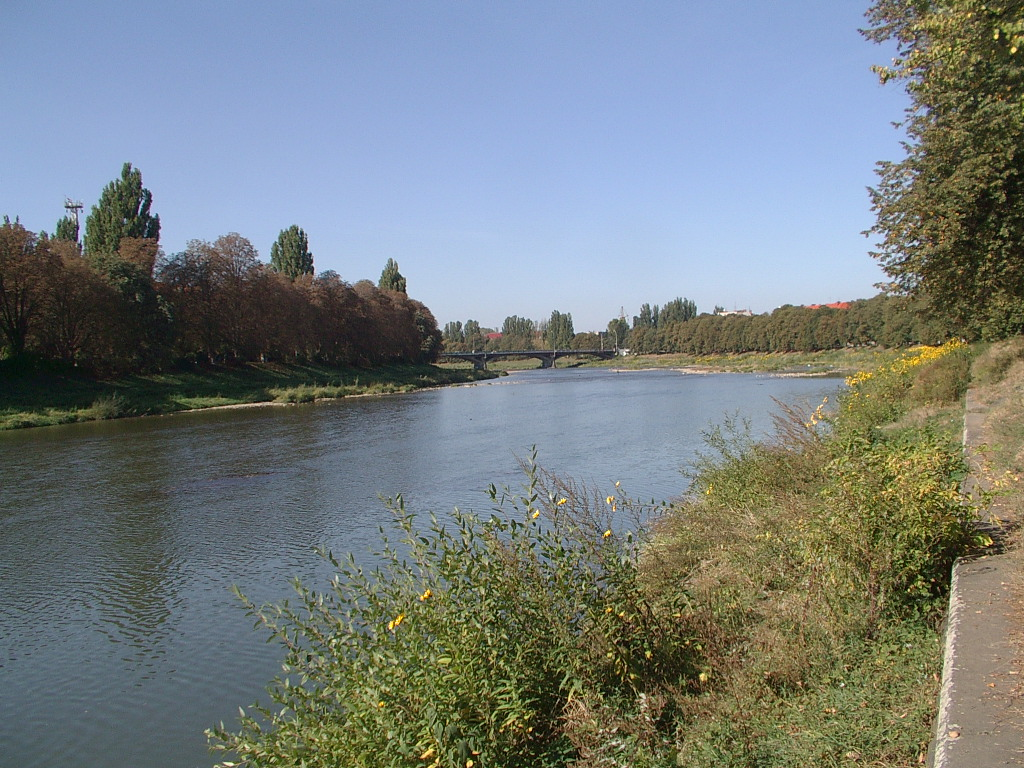
Cầu bắc qua sông Uzh, Uzhhorod, Ukraina.

Sông Uzh bắt nguồn từ vùng núi phía tây bắc tỉnh Zakarpattia, trên sườn phía nam của dãy Verkhovynsky Vododilnyi, không xa đèo Uzhok. Ở đó, trên độ cao 970 m, hai dòng suối Uzh và Uzhok hợp nhất thành một sông. Sông ban đầu chảy trong một bồn địa rộng nằm giữa các ngọn núi, sau đó uốn quanh các sườn phía tây của dãy Polonyna Beskid, băng qua dãy Vihorlat-Gutin, và đến vùng bằng phẳng gần thành phố Uzhgorod. Sông Uzh chảy vào sông Laborec trên lãnh thổ của Slovakia gần Drahňov. Sông có đặc điểm miền núi ở thượng lưu và trung lưu, bên dưới Uzhgorod thuộc về vùng đất thấp-đồng bằng Zakarpattia. Sông tạo thành một phần của biên giới Slovakia–Ukraina, một đoạn dài 1,5 km (0,93 mi) gần làng Pinkovce.

## Phụ lưu
Hữu ngạn: Uh, Strychavka, Ulychka, Ublia, Kam'yanytsia, Dvernytsʹkyi, Domarach, Vulʹshava, Syryi Potik, Hachanyk, Chyerna Voda.
Tả ngạn: Bezimenna, Velykyy, Lyuta, Tur'ya, Simony.

## Lịch sử
Các nhà từ nguyên học bất đồng về nguồn gốc tên sông. Một số người cho rằng nó là từ tên tiếng Slav của loài rắn cỏ (tiếng Ukraina và Belarus là вуж, tiếng Nga là уж, từ tiếng Đông Slav cổ ꙋжь, tiền Slav ǫžь), vốn có nhiều trong thung lũng sông. Tuy nhiên, dạng cùng gốc dự kiến trong tiếng Slovak sẽ là *Už (so sánh "užovka" là rắn độc trong tiếng Slovak), trong khi dạng thực tế của tên sông trong tiếng Slovak là Uh. Một khả năng khác là tên bắt nguồn từ gốc tiền Ấn-Âu có nghĩa là "góc" (là nguồn từ nguyên của вугол trong tiếng Ukraina, uhol trong tiếng Slovak).
Lâu đài Nevytskyi đã đổ nát một phần nhưng nổi bật trên dòng sông. Kể từ năm 1923, các công trình được bắt đầu nhằm điều tiết dòng chảy của sông Uzh trong giới hạn thành phố Uzhhorod, và điều này có thể giúp giải phóng các khu vực đất ngập nước rộng lớn ở hữu ngạn để phát triển các khu mới. Một nhánh rẽ ra từ sông chính - Malyi Uzh, chảy qua trung tâm của Uzhgorod và chảy vào Uzh gần Quảng trường Pushkin hiện đại. Năm 1936, Maly Uzh bị lấp.
Theo Danh mục các sông của Ukraina, sông Uzh bắt nguồn từ vùng ngoại ô đông nam của Stuzhytsia là kết quả khi hai con sông hợp lưu: Uha Tả (25 km) và Uha Hữu (13 km). Tuy nhiên, trên bản đồ của bộ tham mưu Liên Xô cũ (m-34-118, m-34-106) chỉ có Ug được chỉ định.

## Sử dụng
Sông cung cấp nước cho nhiều ngành công nghiệp, cũng là một nguồn nước sinh hoạt và tưới tiêu. Trên sông cũng có một nhà máy thủy điện (các nhà máy thủy điện: Uzhhorod và Onokivska). Một số thành phố quan trọng nằm dọc sông, bao gồm Uzhhorod. Trong vùng lân cận của sông Uzh tại Slovakia, gần các làng Pavlovce nad Uhom và Stretava, khí đốt tự nhiên được khai thác.